# Glac
Glac je nejrozsáhlejší zachovalá planina v Slovenském ráji, dosahující největší výšky v kótě 1061 m n. m. Planina obsahuje množství krasových závrtů a škrapů. V jejích svazích jsou vyerodované soutěsky Kyseľ, Sokolia dolina, Piecky, Veľký Sokol, Suchá Belá a Kláštorská roklina. Na Glac a její polany ústí podstatná část turistických značených tras ve Slovenském ráji.